# Hoài Nhơn Bắc
Hoài Nhơn Bắc là một phường thuộc tỉnh Gia Lai, Việt Nam.

## Địa lý
Phường Hoài Nhơn Bắc nằm ở phía đông bắc tỉnh Gia Lai, có vị trí địa lý:
- Phía đông giáp Biển Đông
- Phía tây nam giáp phường Tam Quan
- Phía nam giáp phường Hoài Nhơn
- Phía bắc giáp tỉnh Quảng Ngãi.

Phường Hoài Nhơn Bắc có diện tích 89,45 km², dân số năm 2025 là 44.581 người, mật độ dân số đạt 498,4 người/km².

## Hành chính
Phường Hoài Nhơn Bắc được chia thành 32 khu phố: An Hội, An Hội Bắc, Công Thạnh, Dĩnh Thạnh, Tường Sơn, Tường Sơn Nam, Tân Thành, Tân Thành 1, Tân Thành 2, Bình Đê, Chương Hòa, La Vuông, Gia An, Gia An Đông, Gia An Nam, An Đỗ, Hy Thế, Túy Sơn, Túy Thạnh, Liễu An, Liễu An Nam, Quy Thuận, Hy Tường, Hy Văn, Tuy An, Thiện Chánh, Thiện Chánh 1, Thiện Chánh 2, Cẩn Hậu, Trường Xuân Đông, Trường Xuân Tây, Phú Nông.

## Lịch sử
Sau năm 1975, xã Tam Quan được chia thành hai xã Tam Quan Bắc và Tam Quan Nam.
Ngày 7 tháng 11 năm 1986, chia xã Tam Quan Bắc thành hai xã Tam Quan Bắc và Tam Quan.
Sau khi điều chỉnh, xã Tam Quan Bắc có 730 ha diện tích tự nhiên và 11.174 người.
Ngày 22 tháng 4 năm 2020, Ủy ban Thường vụ Quốc hội ban hành Nghị quyết số 932/NQ-UBTVQH14 về việc thành lập thị xã Hoài Nhơn và các phường thuộc thị xã Hoài Nhơn (nghị quyết có hiệu lực từ ngày 1 tháng 6 năm 2020). Theo đó, thành lập phường Tam Quan Bắc thuộc thị xã Hoài Nhơn trên cơ sở toàn bộ 7,56 km² diện tích tự nhiên và 18.837 người của xã Tam Quan Bắc.
Ngày 28 tháng 4 năm 2025, Hội đồng Nhân dân tỉnh Gia Lai (mới) thông qua Nghị quyết về chủ trương sắp xếp đơn vị hành chính cấp xã của tỉnh Gia Lai, trong đó sáp nhập các phường thuộc thị xã Hoài Nhơn (nghị quyết có hiệu lực từ ngày 1 tháng 7 năm 2025). Theo đó, thành lập phường Hoài Nhơn Bắc trên cơ sở sáp nhập toàn bộ 7,59 km2 diện tích tự nhiên, dân số 21.741 người của phường Tam Quan Bắc. Toàn bộ 59,37 km2 diện tích tự nhiên, dân số 11.733 người của xã Hoài Sơn và toàn bộ 22,49 km2 diện tích tự nhiên, dân số 11.107 người của xã Hoài Châu Bắc.

## Kinh tế - xã hội
Là một phường ven biển nên kinh tế chính của phường là nghề biển và các dịch vụ phục vụ nghề biển. Với đội tàu trên 2.000 chiếc lớn nhỏ mang lại cho địa phương một nguồn thu hải sản khá lớn, Cảng cá Tam Quan ra đời đã góp phần nâng vị thế của địa phương. Hải sản sau khi được đánh bắt phần lớn được chế biến và tiêu thụ ở thị trường trong nước và một số ít được xuất ra nước, ngoài ra còn phục vụ cho nhu cầu của địa phương. Ở đây còn có nghề làm bánh tráng nước dừa Tam Quan mà nhiều người trong và ngoài tỉnh cũng biết đến.
Chợ Tam Quan Bắc nằm trên con đường đi xuống biển, đa số nguồn thu nhập chính của người dân ở đây là lao động đi biển. Cảng cá Thiện Chánh thuộc phường Hoài Nhơn Bắc được mở rộng nhằm tạo điều kiện phát triển nghề cá, sản phẩm đặc sản là cá bò gù đặc trưng của vùng biển này.
Tại khu vực đèo Bình Đê có mỏ đá Bình Đê, đáp ứng đá sỏi cho xây dựng trong và ngoài địa bàn.
Trường THPT Lý Tự Trọng là trường cấp 3 duy nhất trên địa bàn phường, gồm học sinh của 3 phường: Hoài Nhơn Bắc, Tam Quan và Hoài Nhơn Tây.
Nơi đây có Đồi Mười là di tích lịch sử cấp quốc gia.